# جون إل. ماكليلان
جون إل. ماكليلان (بالإنجليزية: John Little McClellan)‏ هو محامي وسياسي أمريكي، ولد في 25 فبراير 1896 في الولايات المتحدة، وتوفي في 28 نوفمبر 1977 في نفس البلد. حزبياً، نشط في الحزب الديمقراطي. وقد انتخب مدع (1927 – 1930) وانتخب عضو مجلس النواب الأمريكي عن دائرة Arkansas's 6th congressional district ‏ (3 يناير 1935 – 3 يناير 1939) وانتخب عضو مجلس الشيوخ الأمريكي (3 يناير 1943 – 28 نوفمبر 1977).

## روابط خارجية
- جون إل. ماكليلان على موقع IMDb (الإنجليزية)
- جون إل. ماكليلان على موقع إن إن دي بي (الإنجليزية)